# حكومة أويحيى الثالثة
حكومة أويحيى الثالثة تقلدت السلطة من 5 ماي 2003 إلى غاية 19 أفريل 2004. بعد إنهاء مهام رئيس الحكومة السابق علي بن فليس و إنهاء مهام أحمد أويحي وزير الدولة، الممثل الشخصي لرئيس الجمهورية، عين هذا الأخير رئيسا للحكومة في 5 ماي 2003
الرئيس عبد العزيز بوتفليقة يرسم الحكومة في 9 ماي 2003.

## تشكيلة الحكومة

### رئيس الحكومة
| الصورة | الحقيبة الوزارية      | الاسم       |  | الحزب                    |
| ------ | --------------------- | ----------- |  | ------------------------ |
|        | رئيس الحكومة الجزائري | أحمد أويحيى |  | التجمع الوطني الديمقراطي |

### الوزراء
المادة 2 من المرسوم الرئاسي: يتولى رئيس الجمهورية مهام وزير الدفاع الوطني.
| الصورة | الحقيبة الوزارية                              | الاسم               |  | الحزب |
| ------ | --------------------------------------------- | ------------------- |  | ----- |
|        | (رئيس الجمهورية الجزائرية) وزير الدفاع الوطني | عبد العزيز بوتفليقة |  |       |

#### وزراء الدولة
| الصورة | الحقيبة الوزارية                              | الاسم                        |  | الحزب               |
| ------ | --------------------------------------------- | ---------------------------- |  | ------------------- |
|        | وزير الدولة، وزير الداخلية و الجماعات المحلية | نور الدين زرهوني المدعو يزيد |  | جبهة التحرير الوطني |
|        | وزير الدولة، وزير الشؤون الخارجية             | عبد العزيز بلخادم            |  | جبهة التحرير الوطني |

#### وزراء
| الصورة | الحقيبة الوزارية                                              | الاسم                  |  | الحزب                              | ملاحظات |
| ------ | ------------------------------------------------------------- | ---------------------- |  | ---------------------------------- | --- |
|        | وزير العدل، حافظ الأختام                                      | محمد شرفي              |  |                                    | أنهيت مهامه في 6 سبتمبر 2003 و عين مكانه الطيب بلعيز وزيرا للعدل حافظ الأختام |
|        | وزير المالية                                                  | عبد اللطيف بن أشنهو    |  |                                    | |
|        | وزير التجارة                                                  | نور الدين بوكروح       |  | حزب التجديد الجزائري               | |
|        | وزير الطاقة والمناجم                                          | شكيب خليل              |  |                                    | |
|        | وزير الشؤون الدينية و الأوقاف                                 | أبو عبد الله غلام الله |  | التجمع الوطني الديمقراطي           | |
|        | وزير المجاهدين                                                | محمد الشريف عباس       |  | جبهة التحرير الوطني                | |
|        | وزير المساهمة وترقية الاستثمار                                | حميد تمار              |  | جبهة التحرير الوطني                | |
|        | وزير التهيئة العمرانية و البيئة                               | شريف رحماني            |  | التجمع الوطني الديمقراطي           | |
|        | وزير النقل                                                    | عبد المالك سلال        |  |                                    | أنهيت مهامه في 25 فيفري 2004 و عين عمار غول وزير الأشغال العمومية للقيام بأعمال وزير النقل بالنيابة - عبد المالك سلال انهيت مهامه كوزير ليقوم بمهمة مدير الحملة الإنتخابية للمرشح عبد العزيز بوتفليقة في الانتخابات الرئاسية الجزائرية 2004 |
|        | وزير التربية الوطنية                                          | أبو بكر بن بوزيد       |  | التجمع الوطني الديمقراطي           | |
|        | وزير الفلاحة                                                  | السعيد بركات           |  |                                    | |
|        | وزير السياحة                                                  | لخضر ضرباني            |  | جبهة التحرير الوطني                | أنهيت مهامه ضمن التعديل الوزاري في 4 اكتوبر 2003 و عين مكانه نور الدين بونوار وزيرا للسياحة |
|        | وزير الأشغال العمومية                                         | عمر غول                |  | حركة مجتمع السلم                   | |
|        | وزير الصحة والسكان وإصلاح المستشفيات                          | عبد الحميد أبركان      |  |                                    | أنهيت مهامه ضمن التعديل الوزاري في 4 اكتوبر 2003 و عين مكانه محمد رجيمي وزيرا للصحة والسكان وإصلاح المستشفيات |
|        | وزيرة الاتصال و الثقافة ناطقة رسمية بإسم الحكومة              | خليدة تومي             |  | التجمع من أجل الثقافة والديمقراطية | |
|        | وزير المـوارد المائية                                         | عبد المجيد عطار        |  |                                    | أنهيت مهامه في 6 سبتمبر 2003 و عين مكانه محمد دويحسني وزيرا للمـوارد المائية |
|        | وزير المؤسسات والصناعات الصغيرة والمتوسطة و الصناعة التقليدية | مصطفى بن بادة          |  | حركة مجتمع السلم                   | |
|        | وزير التعليم العالي والبحث العلمي                             | رشيد حراوبية           |  | جبهة التحرير الوطني                | |
|        | وزير البريد و تكنولوجيات الإعلام و الاتصال                    | زين الدين يوبي         |  | التجمع الوطني الديمقراطي           | أنهيت مهامه في 6 سبتمبر 2003 و عين مكانه عمار تو وزيرا للبريد وتكنولوجيات الإعلام والاتصال |
|        | وزير التكوين و التعليم المهنيين                               | عبد الحميد عباد        |  |                                    | أنهيت مهامه ضمن التعديل الوزاري في 4 اكتوبر 2003 و عين مكانه الهادي خالدي وزيرا للتكوين والتعليم المهنيين |
|        | وزير السكن والعمران                                           | محمد نذير حميميد       |  | جبهة التحرير الوطني                | |
|        | وزير الصناعة                                                  | الهاشمي جعبوب          |  | حركة مجتمع السلم                   | |
|        | وزير العمل و الضمان الاجتماعي                                 | الطيب لوح              |  | جبهة التحرير الوطني                | |
|        | وزير التشغيل والتضامن الإجتماعي                               | الطيب بلعيز            |  |                                    | أنهيت مهامه في 6 سبتمبر 2003 و عين مكانه جمال ولد عباس وزيرا للتشغيل والتضامن الإجتماعي - الطيب بلعيز هذا عين وزيرا للعدل حافظ الأختام في نفس الحكومة                                                                                       |
|        | وزير مكلف بالعلاقات مع البرلمان                               | نور الدين طالب         |  |                                    | أنهيت مهامه ضمن التعديل الوزاري في 4 اكتوبر 2003 و عين مكانه محمود خذري وزيرا مكلف بالعلاقات مع البرلمان |
|        | وزير الصيد البحري و الموارد الصيدية                           | اسماعيل ميمون          |  |                                    | |
|        | وزير الشباب والرياضة                                          | محمد علالو             |  | التجمع الوطني الديمقراطي           | أنهيت مهامه في 6 سبتمبر 2003 و عين مكانه بوجمعة هيشور وزيرا للشباب والرياضة |

#### وزراء منتدبون
| الصورة | الحقيبة الوزارية                                                                   | الاسم                |  | الحزب               | ملاحظات                                                                          |
| ------ | ---------------------------------------------------------------------------------- | -------------------- |  | ------------------- | -------------------------------------------------------------------------------- |
|        | وزير منتدب لدى وزير الدولة، وزير الداخلية والجماعات المحلية مكلف بالجماعات المحلية | دحو ولد قابلية       |  | جبهة التحرير الوطني |                                                                                  |
|        | وزير منتدب لدى وزير الدولة، وزير الشؤون الخارجية مكلف بالشؤون المغاربية والإفريقية | عبد القادر مساهل     |  | جبهة التحرير الوطني |                                                                                  |
|        | وزيرة منتدبة لدى رئيس الحكومة، مكلفة بالأسرة وقضايا المرأة                         | بوثينة شريط          |  |                     | أنهيت مهامها ضمن التعديل الوزاري في 4 اكتوبر 2003 و عينت مكانها نوارة سعدية جعفر |
|        | وزيرة منتدبة لدى رئيس الحكومة، مكلفة بالجالية الوطنية بالخارج                      | فاطمة الزهراء بوشملة |  |                     | أنهيت مهامها في 6 سبتمبر 2003 و عينت مكانها سكينة مساعدي                         |
|        | وزير منتدب لدى رئيس الحكومة، مكلف بالمساهمة وترقية الاستثمار                       | كريم جودي            |  |                     |                                                                                  |
|        | وزير منتدب لدى وزير العدل، مكلف بإصلاح السجون                                      | عبد القادر صلاة      |  |                     | ألغيت وظيفة وزير منتدب لدى وزير العدل، مكلف بإصلاح السجون                        |
|        | وزير منتدب لدى وزير الفلاحة والتنمية الريفية، مكلف بالتنمية الريفية                | رشيد بن عيسى         |  |                     |                                                                                  |
|        | وزيرة منتدبة لدى وزير التعليم العالي والبحث العلمي مكلفة بالبحث العلمي             | ليلى حمو بوتليليس    |  |                     | أنهيت مهامها ضمن التعديل الوزاري في 4 اكتوبر 2003 و عينت مكانها سعاد بن جاب الله |
|        | وزيرة منتدبة لدى وزير المالية مكلفة بإصلاح المالية                                 | فتيحة منتوري         |  |                     |                                                                                  |
|        | وزير منتدب لدى وزير التهيئة العمرانية والبيئة، مكلف بالمدينة                       | بدر الدين بن زيوش    |  |                     | أنهيت مهامه ضمن التعديل الوزاري في 4 اكتوبر 2003 و عين مكانه عبد الرشيد بوكرزازة |